# RV Southern Surveyor
Le RV Southern Surveyor était un navire océanographique australien appartenant au Commonwealth Scientific and Industrial Research Organisation (CSIRO) par l'intermédiaire de Marine National Facility. Ses activités étaient scientifiques. Il a été remplacé en 2014 par le RV Investigator.

## Histoire
Le navire a effectué 111 voyages de recherche au sein de la Marine National Facility, au cours desquels il a parcouru 481.550 km. Les réalisations comprennent la découverte de volcans sous-marins entre les Fidji et Samoa, la compilation des relevés climatiques de coraux anciens, la production d’une carte de la chimie du carbone de la Grande Barrière de Corail et la découverte en 2006 d’un vortex de 200 km de diamètre dans les eaux au-dessus de Perth Canyon (en) au large de l'île Rottnest, Australie occidentale.
En 2012, le Southern Surveyor a confirmé la «découverte» de Sandy Island.

## Galerie

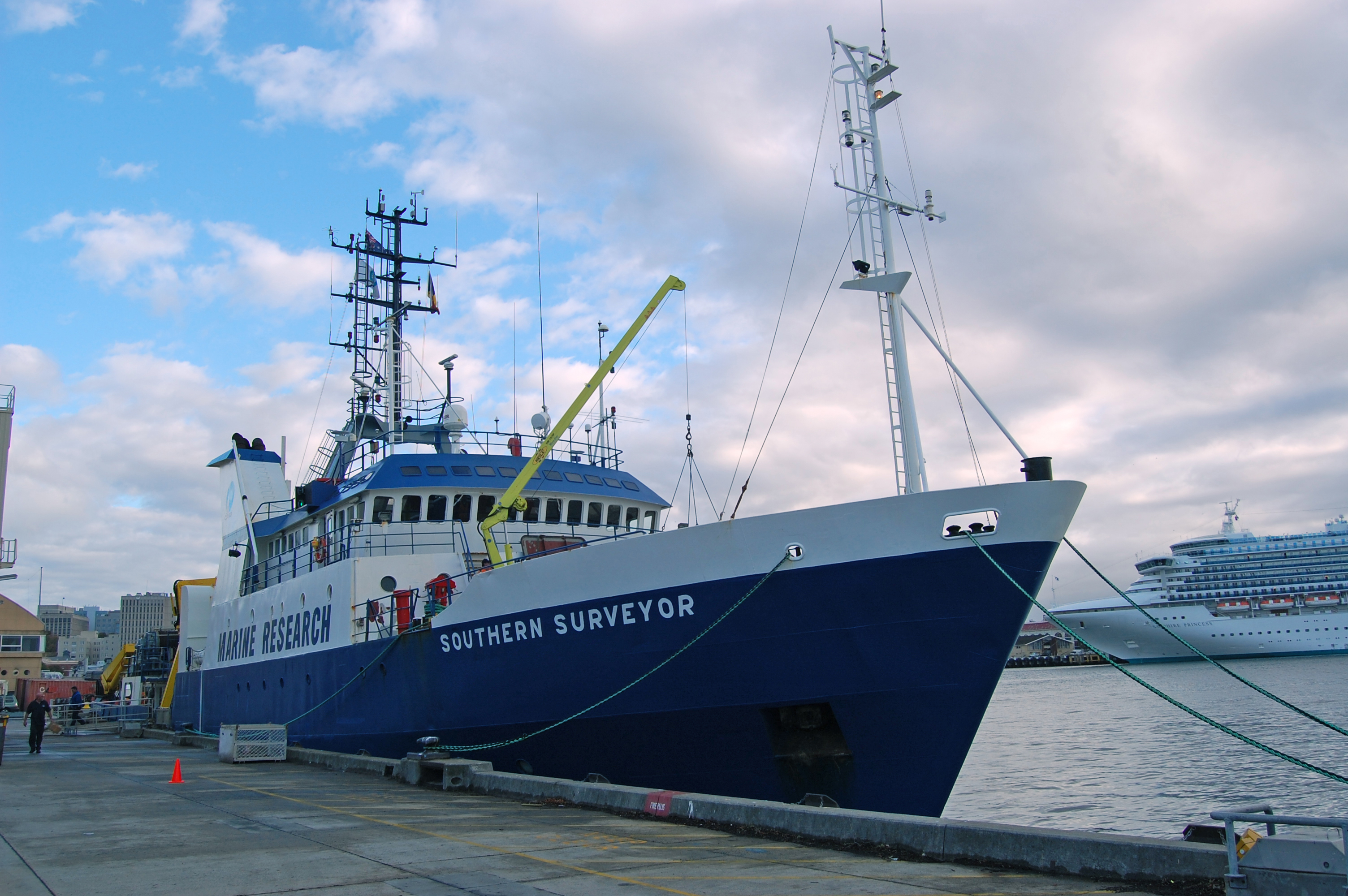
RV Southern Surveyor
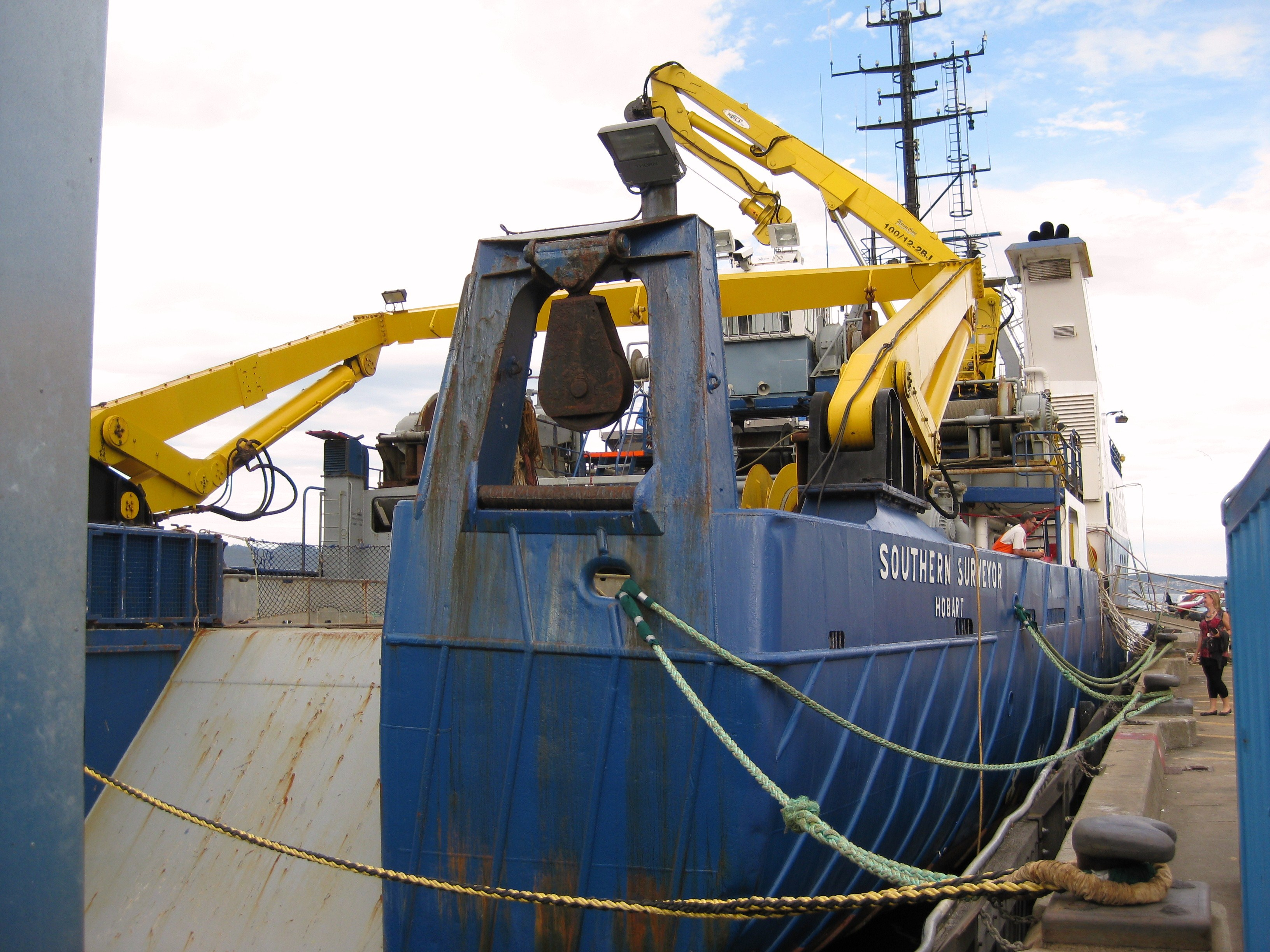
Southern Surveyor (pont arrière)
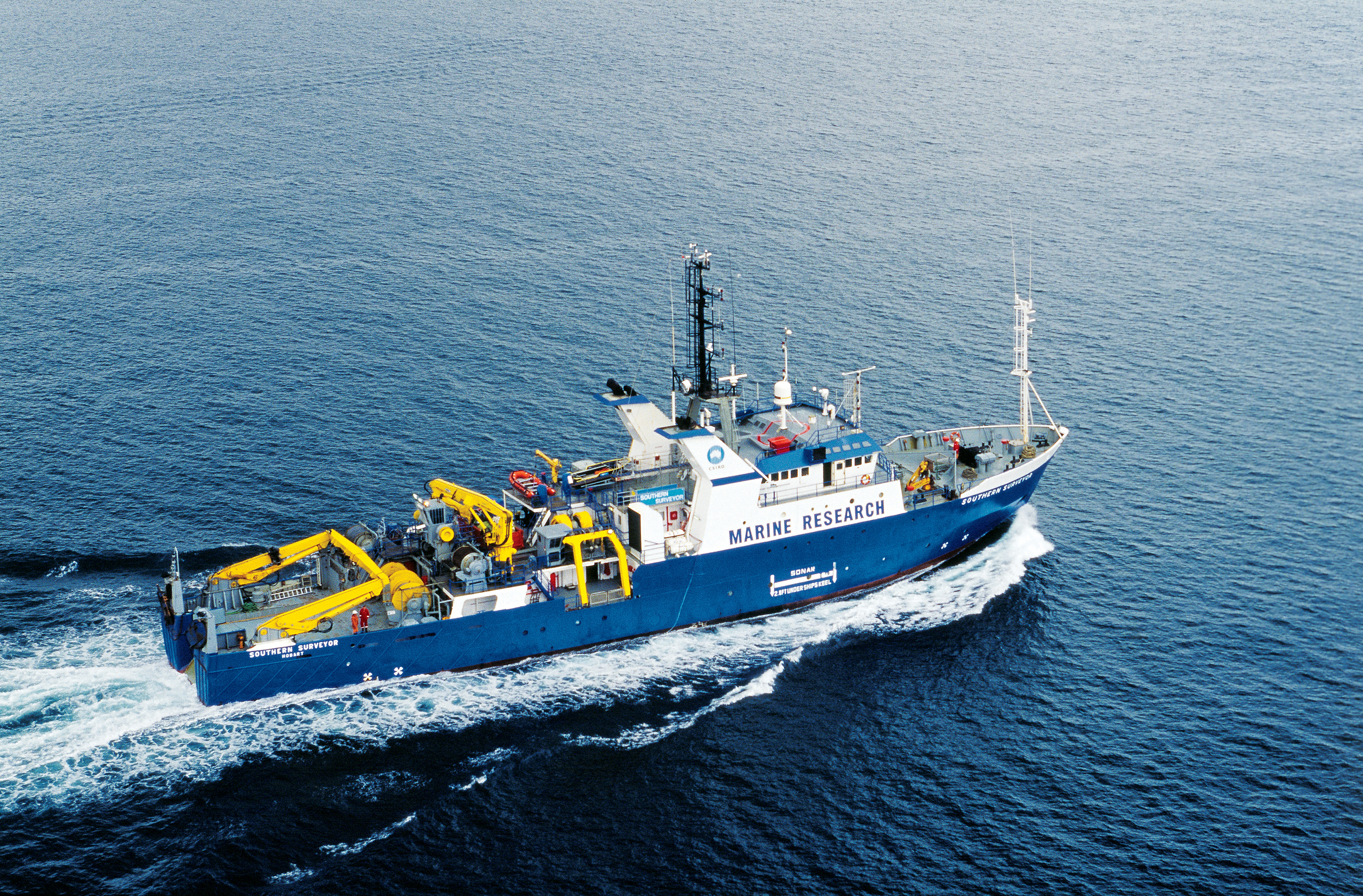
Southern Surveyor

### Note et référence
1. ↑  Marine National Facility

- (en) Cet article est partiellement ou en totalité issu de l’article de Wikipédia en anglais intitulé « RV Southern Surveyor » (voir la liste des auteurs).